# برکهایم
برکهایم (به آلمانی: Berkheim) یک شهر در آلمان است که در Biberach واقع شده‌است. برکهایم ۲٬۶۸۳ نفر جمعیت دارد.

## خواهرخوانده
شهر Coubron خواهرخواندهٔ برکهایم هست.